# Haute cuisine

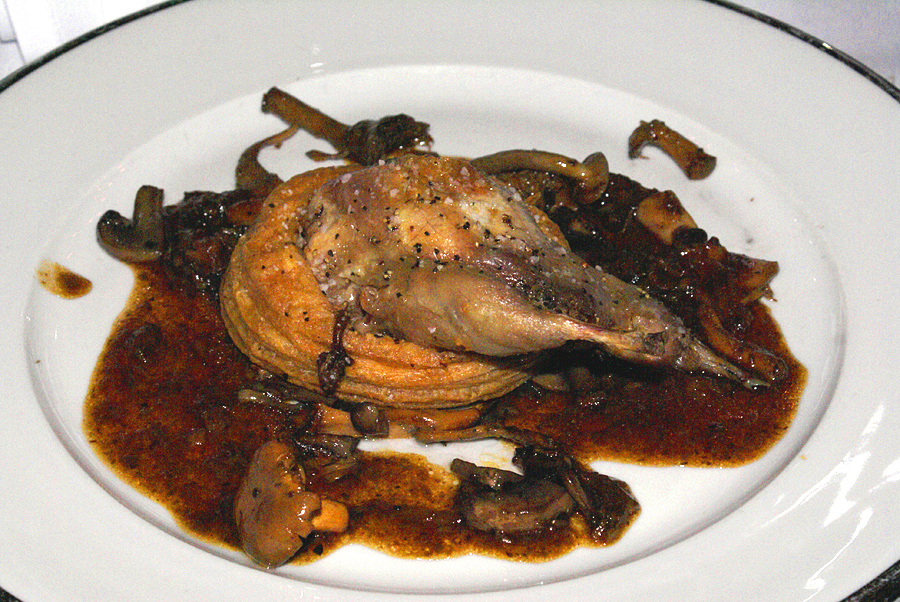
Caille en kwartelvlees met truffels – een voorbeeld van haute cuisine

Haute cuisine  (Frans voor "verfijnde kookkunst") is een term uit de Franse keuken, die verwijst naar een meergangendiner van verschillende kleine, vaak exclusieve gerechten. Deze worden traditioneel geserveerd in grotere restaurants en luxere hotels.
De term haute cuisine stamt uit de 15e eeuw, en werd geïntroduceerd door Italiaanse koks en Catharina de' Medici. Zij gebruikten de term voor de gerechten waarmee ze de aristocratie kennis wilden laten maken met de Italiaanse keuken. In de 17e eeuw werd de term steeds gangbaarder, toen er duidelijk een verandering kwam in de manier van koken. Maaltijden veranderden langzaam van de standaard gerechten naar lichtere en gevarieerdere maaltijden, waaraan extra dingen zoals kruiden en sauzen werden toegevoegd en er werd aangedrongen op het gebruik van verse ingrediënten. Onder andere kok en schrijver François Pierre La Varenne hield zich bezig met deze nieuwe vorm van koken. In de 19e eeuw publiceerde Marie-Antoine Carême eveneens een kookboek over haute cuisine.
Auguste Escoffier speelde een belangrijke rol bij het moderniseren van haute cuisine begin 20e eeuw. Zijn vorm van haute cuisine kwam bekend te staan als cuisine classique. In de jaren 60 ontstond nog een variant, nouvelle cuisine, waarbij de gerechten werden vereenvoudigd en ook presentatie een rol speelt.